# 벨라루스의 경제
벨라루스의 경제는 중상위 소득 혼합 경제이다. 구소련 과도기 경제로서 벨라루스는 민간 기업 개혁에 저항하여 정치적으로나 경제적으로나 권위주의적인 통제를 유지하는 것을 지지했다. 벨라루스 경제는 고도로 중앙집권화되어 있으며 완전 고용과 지배적인 국가 부문을 강조한다. 그것은 복지국가로 묘사될 수 있다. 벨라루스는 구매력 평가(PPP) 기준으로 세계 72위의 경제대국이며, 2019년에는 1인당 20,900달러였다.
2018년 기준으로, 벨라루스는 유엔 인간 개발 지수에서 189개국 중 53위를 차지하고 있으며, "매우 높은 개발"로 국가 그룹에 포함되었다. 효율적인 의료 시스템을 통해 신생아 사망률은 2.9(러시아의 6.6 또는 영국의 3.7과 비교)로 매우 낮다. 1인당 의사 수는 인구 10,000명당 40.7명(루마니아 26.7명, 핀란드 32명, 스웨덴 41.9명)이며 식자율은 99%로 추산된다. 유엔 개발 계획에 따르면 지니 계수(불평등성 지표)는 유럽에서 가장 낮은 수치 중 하나이다.

## 경제적 배경
10월 혁명 이전 벨라루스는 상대적으로 낙후되고 낙후된 나라로 농업과 농촌 인구 과잉에 크게 의존하고 있었다. 벨라루스는 제2차 세계 대전으로 완전히 황폐화되었고 인구의 약 4분의 1을 잃었고 엄청난 인프라 파괴를 겪었다. 전후 벨라루스는 산업화되었고 소련과 유럽 사이의 중요한 무역 중심지가 되었다. 제조업은 트랙터, 대형 트럭, 석유 가공, 금속 절단 선반, 합성 섬유, TV, 반도체 및 마이크로칩을 강조하는 경제의 한 축이 되었다. 1980년대에 벨라루스의 산업 인력의 절반 이상이 500명 이상의 직원을 가진 기업에서 일했다. 소비에트 연방 공화국들 중에서 제품의 수출률이 80%로 이례적으로 높았고 기술적으로도 가장 발달했다. 소련 벨라루스에서 수입된 원자재로 만든 제품의 생산자로서 그것의 역할 때문에 "소비에트 조립 공장"이라고 불렸다.
알렉산드르 루카셴코의 지도 하에 소련이 해체된 이후 벨라루스는 주요 산업에 대한 정부의 통제권을 유지해왔으며 다른 옛 소련 공화국들에서 볼 수 있는 대규모 민영화를 피했다.
1996년과 2000년 사이의 기간은 특히 1998년과 1999년 러시아의 금융 및 경제 위기의 결과로 심각한 재정적 고통으로 특징지어졌다. 이것은 주로 가격의 급격한 상승과 국가 통화의 평가절하, 러시아 및 다른 CIS 국가들과의 무역의 감소, 기업간 연체 증가, 그리고 국가의 전반적인 국제수지 악화를 초래했다. 외환시장 내 극심한 긴장은 1998년과 1999년 경제를 불안하게 만든 주요 요인이었다. 1999년에 소비자 물가는 294% 상승했다.
2001년과 2005년 사이에, 국가 경제는 안정적이고 역동적인 성장을 보여주었다. GDP는 2005년에 9.2%로 정점을 찍은 평균 7.4%의 성장률을 보였다. 이 같은 성장은 2005년 10.4%로 연평균 8.7% 이상 성장한 산업부문의 실적에 따른 것이다. 감자, 아마, 삼베, 사탕무, 호밀, 귀리, 밀이 주요 농산물이다. 젖소, 육우, 돼지, 닭이 사육된다. 벨라루스는 석유와 천연가스의 비축량이 적고 석유와 가스의 대부분을 러시아로부터 수입한다. 산업의 주요 지부는 트랙터와 트럭, 건설과 광업에 사용하기 위한 흙받이, 금속 절단 기계, 농업 장비, 오토바이, 화학, 비료, 섬유, 소비재를 생산한다. 주요 교역 상대국은 러시아, 우크라이나, 폴란드, 독일이다.
벨라루스 GDP는 2006년 1분기에 9.9% 성장했고 GDP는 8.2% 성장했다. GDP는 2008년에 10% 더 성장했다.
2002년과 2007년 사이에 벨라루스에 대한 외국인 직접투자의 분석에 따르면 FDI의 거의 80%가 서비스 부문에 맞춰진 반면 산업계의 우려는 20%를 차지했다. 농업용 FDI는 보잘것없었다.

## 임금 및 노동시장

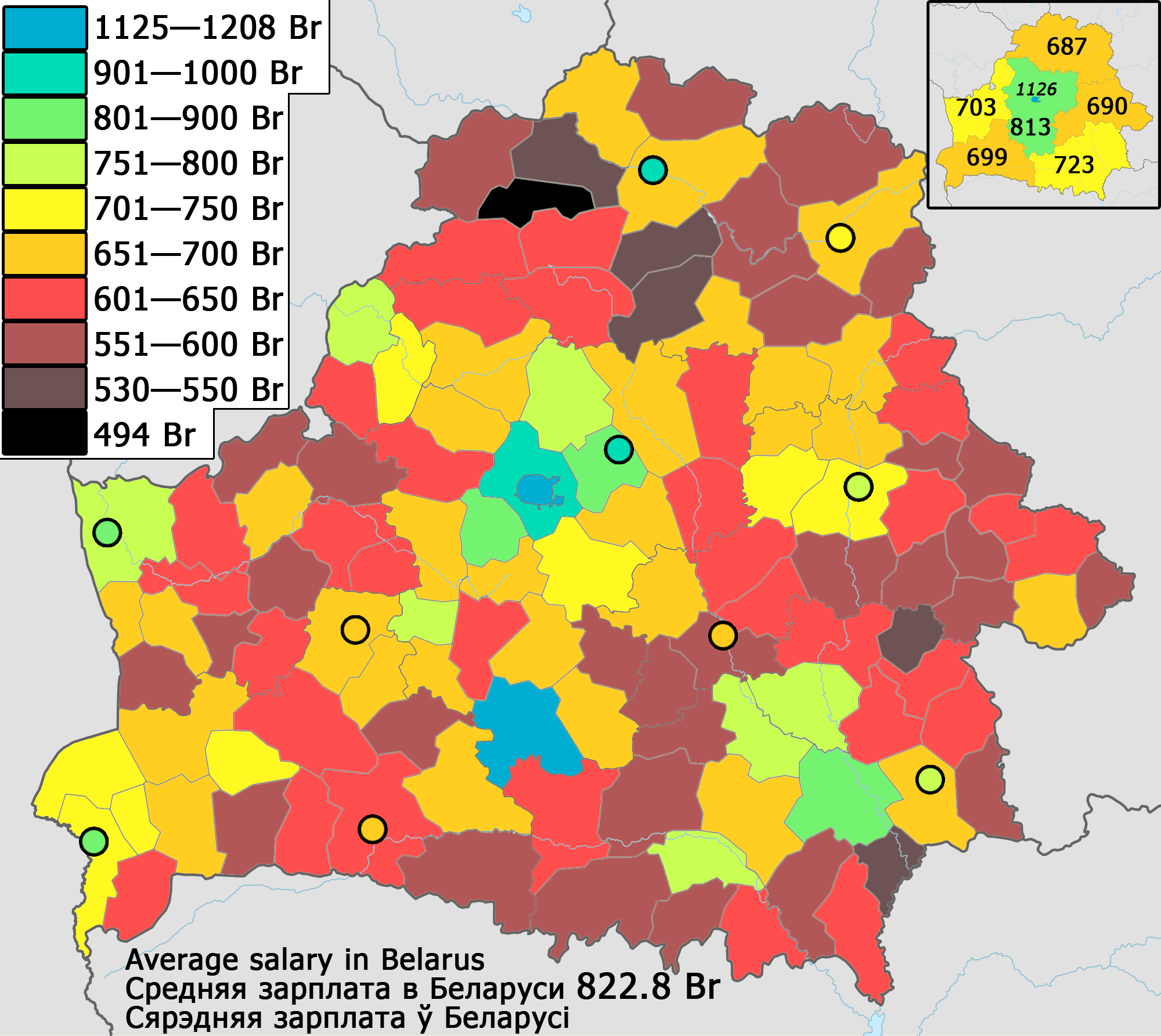
2017년 벨라루스의 명목 임금(루블 단위)

벨라루스 노동시장은 규제가 심하다. 중앙 계획 시스템의 중요한 요소들은 여전히 제자리에 있다. 원칙적으로, 임금을 결정하는 결정은 기업에 맡겨지지만, 정부는 중앙에서 결정되는 임금 격자의 일종인 소위 관세 제도를 통해 임금의 구조에 영향을 미칠 수 있다. 관세 체계는 주로 주 정부 및 지방 예산 내에서 자금 지원 및 보조를 받는 기업 및 조직을 포함하여 예산 부문에서 구속력을 갖는다. 이미 지적한 바와 같이 고용의 일부만을 대표하는 민간 부문(소위 자기 자금 부문)은 자율성이 거의 없다.

### 실업
공식 실업률은 1% 미만이다. 국제노동기구(국제표준)의 방법에는 공식적으로 등록되지 않은 구직자도 포함된다. 벨라루스의 많은 실업자들은 의무적인 공공 사업 때문에 등록을 회피하려고 애쓰고 있다.
ILO 방법을 사용한 실업률에 대한 공식적인 통계는 없다. 2009년 인구조사에서 6.1%의 벨라루스 경제활동인구가 스스로를 실업자라고 칭했다. 2012년 7월 세계은행은 실질 실업률이 공식 실업률의 7배라고 결론지었다. 알렉산드르 소노프 전 노동부 장관은 실업률이 경제활동인구의 10%라고 추정했다. 《차터 97》에 따르면 벨라루스의 실질 실업률은 15%, 심지어 24%일 수도 있다.

## 농업
부가 가치의 누적 감소는 1991년 이후 30%, 1995년 이후 15%에 달했다. 국내총생산(GDP)에서 농업이 차지하는 비중은 1997년 14%로 10%포인트 이상 감소했다. 2001년 식량 자급자족이라는 대통령의 경제전략과 무관하게 벌어진 일이다. 전반적인 농업 생산의 감소는 부분적으로 (홍수와 같은) 악천후 조건에 기인할 수 있지만, 감자, 채소, 그리고 주로 개인 지역에서 자라는 다른 작물의 수확의 감소는 집단 농장에 의해 재배된 농작물보다 작았다. 또한, 동물 사육은 감소해 왔고 주 부문에 집중되어 있다. 벨라루스의 농업 부문 보조금은 정부 직접 공제의 형태로 국내총생산의 1~2%에 달하고 주요 작물의 국가 수주 실현을 위한 선불금의 형태로 강력한 마이너스 이자율로 이루어졌다. 또한 주 예산 기금인 농업 지원 기금은 1996년~1997년 GDP의 1~2%에 달했던 투입물(식량제 및 장비) 비용을 식품 생산자에게 보상하기 위한 기금을 제공한다. 마지막으로, 벨라루스 공화국 국립은행은 농업 부문에 재융자 금리의 절반의 금리로 보조금을 지급했다. 하지만, 국영 농장과 집단 농장이 약 83%의 농지를 경작하고 정부 보조금의 혜택을 가장 많이 받았음에도 불구하고, 민간 농장과 민간 부지는 총 생산량의 40% 이상을 생산한다.
벨라루스는 북쪽의 세 가지 농업 지역(약, 사료, 풀, 소), 중부(감자와 돼지), 남쪽(목초지, 삼베, 소)으로 나눌 수 있다. 벨라루스의 서늘한 기후와 울창한 토양은 소와 돼지 떼를 지탱하는 사료 작물과 온대 지역의 작물(밀, 보리, 귀리, 메밀, 감자, 아마, 사탕무)에 적합하다. 벨라루스의 토양은 남부 습지 지역을 제외한 강 계곡에서 일반적으로 비옥하다.
1990년대 전반의 농업에서 가장 큰 변화는 경작 중인 토지의 양이 감소했고 농작물이 이전보다 훨씬 더 수익성이 높아졌기 때문에 가축에서 농작물 생산으로 크게 변화한 것이다. 농작물 판매가격은 일반적으로 생산원가보다 더 많이 오른 반면 가축(수입 사료 등)의 투입가격은 가축 판매가격보다 더 많이 올랐다.
그 나라의 식품 가공 산업은 주로 주 정부 회사인 벨고스피셰프롬과 지방 자치 단체 또는 지역 소유 생산 시설에 의해 주도된다.

## 환경 문제
벨라루스는 원자력 산업의 생태와 안전 절차를 다루기 위해 에너지, 임업, 토지 매립, 수자원 및 주 위원회를 설립했다.
벨라루스의 가장 심각한 환경 문제는 우크라이나 SSR의 국경을 가로지르는 체르노빌 원자력 발전소의 1986년 사고로 인해 벨라루스에 파괴적인 영향을 끼쳤다. 방사능 방출의 결과로, 많은 마을들이 버려졌다. 이 발전소에서 발생한 핵 낙진의 약 70%는 벨라루스 영토에 떨어졌고, 그 땅의 약 25%는 사람이 살 수 없는 것으로 여겨진다. 재정착과 의료비용은 상당하고 장기적이었다. 오염된 토지의 거주와 사용에 대한 정부의 규제는 엄격하게 시행되지 않는다.

## 같이 보기
- 벨라루스 루블
- 협동조합주의
- 지도주의
- 2007년 러시아-벨라루스 에너지 분쟁
- 국가자본주의